# Eskridge
Eskridge es una ciudad ubicada en el de condado de Wabaunsee en el estado estadounidense de Kansas. En el año 2010 tenía una población de 534 habitantes y una densidad poblacional de 410,77 personas por km².

## Geografía
Eskridge se encuentra ubicada en las coordenadas 38°51′31″N 96°6′27″O / 38.85861, -96.10750 (38.858537, -96.107619).

## Demografía
Según la Oficina del Censo en 2000 los ingresos medios por hogar en la localidad eran de $37,917 y los ingresos medios por familia eran $43,125. Los hombres tenían unos ingresos medios de $29,688 frente a los $18,125 para las mujeres. La renta per cápita para la localidad era de $12,629. Alrededor del 13.9% de la población estaban por debajo del umbral de pobreza.